# أموز-بوش
أموز-بوش (amuse-bouche) هي قطعة طعام صغيرة بحجم الفم تختلف عن المقبلات بأنها تاتي عادة مجانية حيث لا تحسب ضمن فاتورة الطعام، ولا يطلبها الزبون من قائمة الطعام لأنها لا تكون موجودة عليها كما أنها تاتي حسب اختيار الشيف حيث تكون مختلفة يوميا. يكون الهدف يكون هدف الأموز-بوش هو تحضير الزبون لطلب الطعام كونها فاتح لشهية. أصل الكلمة فرنسية وتعني حرفيا «أبهار الفم» وكان أصل الكلمة مشتق من الكلمة الفرنسية amuse-gueule قبل أن تظهر كلمة أموز-بوش في الثمانينات والتي هي تصحيح إفراطي	للكلمة السابقة. في الفرنسية بوش "gueule" تشير إلى فم الإنسان، كما تشير كلمة "gueule" لفم الحيوان.

## معرض صور

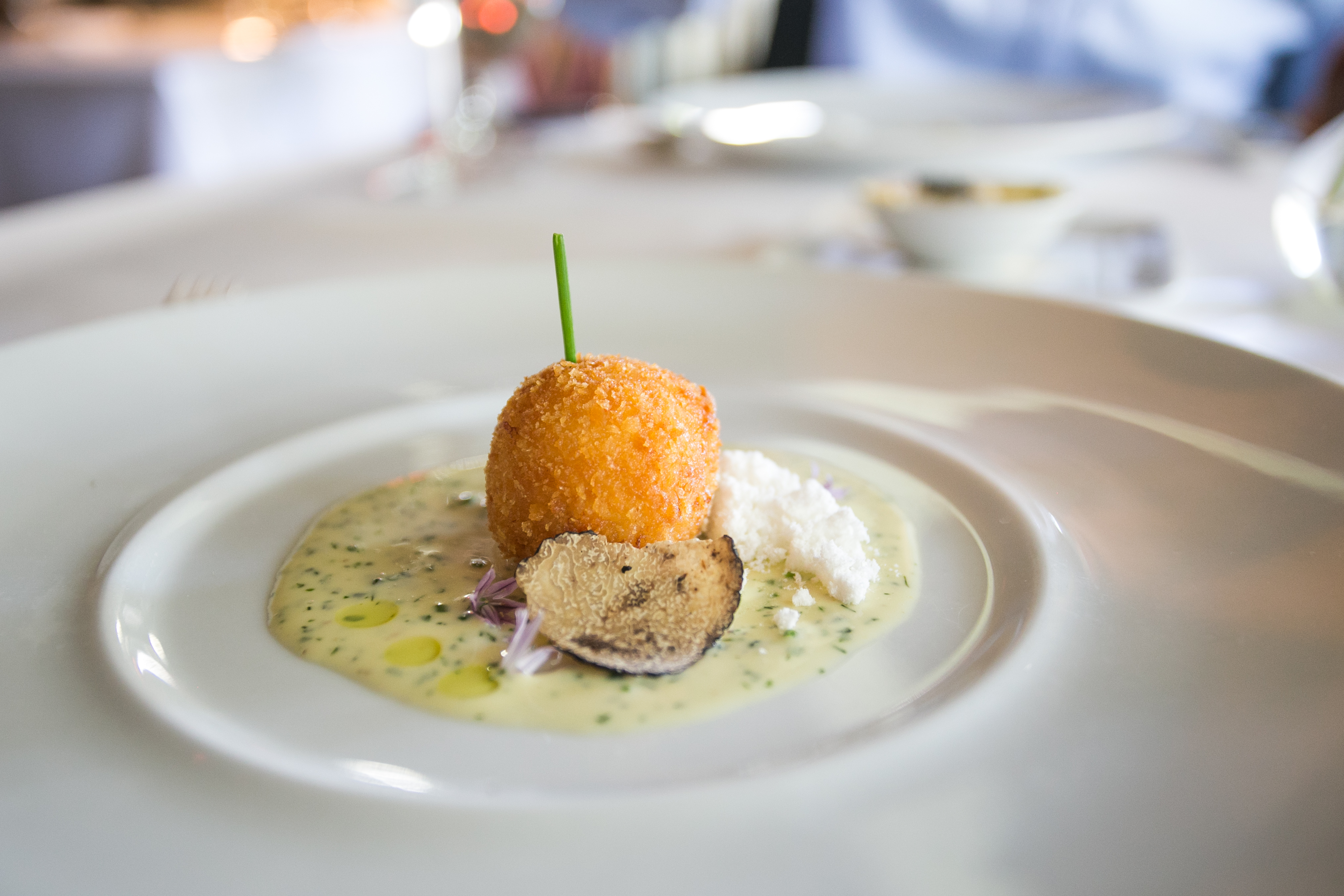
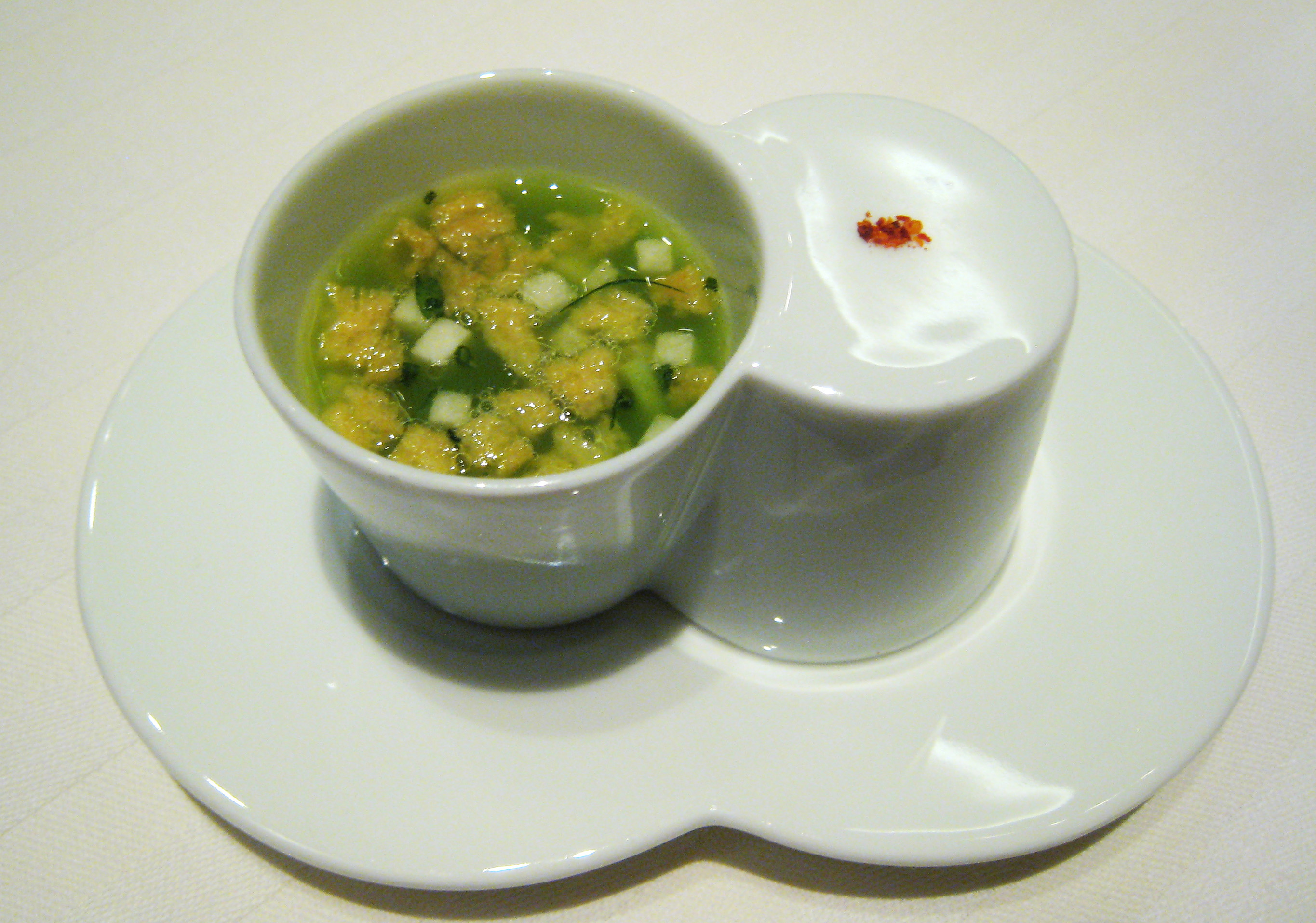
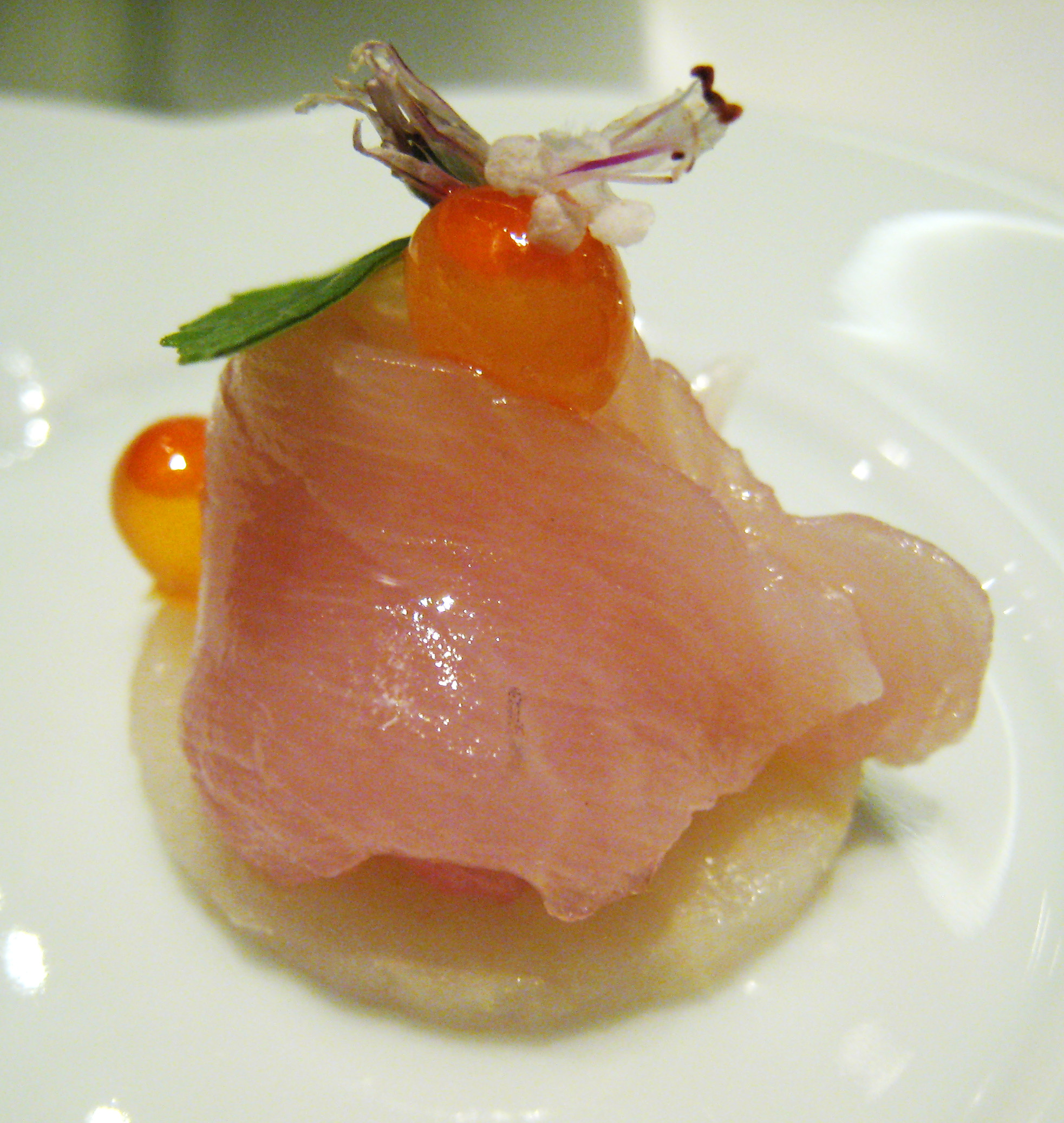